# 華学明
華 学明（か がくめい、ホァ シュエミン、 1962年11月17日 - ）は、中国の囲碁棋士。浙江省出身、中国囲棋協会所属、七段。全国囲棋個人戦女子の部優勝2回など、また国際棋戦でも上位入賞多数。

## 経歴
11歳で碁を学び、16歳で集中訓練隊入り。1982年に四段認定。1985年に新秀戦優勝。1988年に全国囲棋個人戦で6位、89、92年2位、93年に初優勝。1987年に新体育杯戦リーグ入り。1993年七段。1994年富士通杯で大竹英雄を破りベスト8進出するが、林海峰に敗れる。1996年友情杯リーグ戦でリーグ入りして2勝5敗。1997年宝海杯世界女子選手権戦でベスト4。2000年トンボ杯女流早碁戦優勝。2002年NEC杯囲棋賽ベスト8。
日中スーパー囲碁では1995年に先鋒として出場して1人抜き。中国囲棋甲級リーグ戦では、2003年に河北恒信チームで出場するが、乙級落ちとなる。中国棋士ランキングでは、2002年に45位。
中国少年囲碁チーム教授を務める。

### タイトル歴
- 国手新秀戦 1985年
- 全国囲棋個人戦女子の部 1993、95年
- 蜻蛉文具杯女子快棋戦 2000年
- 中環杯囲棋オープン戦（台湾の棋戦） 1998年

### その他の棋歴
国際棋戦
- 世界囲碁選手権富士通杯 ベスト8 1994年
- 宝海杯世界女子選手権戦 ベスト4 1997年
- 興倉杯世界女流囲碁選手権戦 ベスト4 2000年、ベスト8 2001年
- 東方航空杯世界女子プロ囲碁選手権戦 ベスト8 2000年
- 豪爵杯世界女子プロ囲碁選手権戦 ベスト8 2002年
- 正官庄杯世界女子囲碁最強戦 ベスト4 2003年、ベスト8 2004年
- 日中スーパー囲碁
  - 1995年 1-1（○加藤朋子、×三村智保）
- 泰利特杯中韓女流囲碁対抗戦
  - 2000年 2-0（○李知泫、○趙惠連）
  - 2001年 1-1（×朴鋕恩、○李英信）

国内棋戦
- 全国囲棋個人戦女子の部 2位 1989、92年
- リコー杯囲棋混双戦 優勝 2007年（周鶴洋とペア）
- 百霊杯戦 2006年新老対抗戦 3-7、2007年ペア碁戦準優勝（常昊とペア）、2008年新老対抗戦 0-4

## 著書
- 『围棋腾挪技巧』